# マーヤ・オグニェノビッチ
マヤ・オグニェノヴィッチ（セルビア語: Маја Огњеновић、1984年8月6日 - ）は、セルビアの女子バレーボール選手。セルビア代表。

## 来歴
ヴォイヴォディナ自治州のズレニャニン（当時はユーゴスラビア社会主義連邦共和国）出身。
セルビア代表でレギュラーで中心選手として活躍する大型セッター。高さを活かしたネット上でのトスワークを武器とし、ブロックにも長ける。セルビア・モンテネグロ代表で出場した2006年世界選手権で銅メダルを獲得した。準優勝した2007欧州選手権ではベストセッター賞を受賞した。2008年北京オリンピックに出場した。
2010年のヨーロッパリーグで優勝、同年の世界選手権ではセッターとしてチームを牽引した。
2011年欧州選手権ではセルビア初の開催国としてのプレッシャーの中レギュラーセッターとして優勝に大きく貢献、自身もベストセッターに輝く活躍。その後のワールドカップは辞退した。
2012年より代表チームの主将を務め、同年のロンドンオリンピックに出場した。2013年のワールドグランプリでは銅メダルを獲得した。2015年8-9月のワールドカップで銀メダルを獲得し、リオ五輪出場権獲得に大きく貢献した。
2016年リオデジャネイロオリンピックではセッターとして牽引し、オリンピック初の銀メダルを獲得した。2018年、世界選手権で金メダルを獲得した。2019年の欧州選手権では金メダルを獲得し、自身もベストセッター賞を受賞した。4大会連続の五輪出場となった東京2020オリンピックでは銅メダルを獲得した。

## 球歴
- オリンピック - 2008年、2012年、2016年、2021年、2024年
- 世界選手権 - 2006年、2010年、2014年、2018年
- ワールドカップ - 2007年、2015年
- 欧州選手権 - 2007年、2009年、2011年、2013年、2015年、2019年、2021年
- ワールドグランプリ - 2011年、2013年、2014年、2015年、2016年
- ヨーロッパリーグ - 2009年、2010年、2011年

## 受賞歴
- 2007年 - 欧州選手権 ベストセッター賞
- 2010年 - ヨーロッパリーグ ベストセッター賞
- 2011年 - ヨーロッパリーグ ベストセッター賞
- 2011年 - 欧州選手権 ベストセッター賞
- 2012年 - ヨーロッパリーグ ベストセッター賞
- 2015年 - 欧州選手権 ベストセッター賞
- 2019年 - 欧州選手権 ベストセッター賞

## 所属クラブ
- ŽOKレッドスター・ベオグラード（2003-2005年）
- ポシュタル064・ベオグラード（2005-2006年）
- SCUメタル・ガラツィ（2006-2008年）
- ピエラリージ・イェージ （2008-2009年）
- エジザージュバシュ・ゼンティヴァ（2009-2010年）
- オリンピアコス・ピレウス（2010-2011年）
- リュージョー・ヴォレイ・モデナ（2012年）シーズン途中から契約
- インペル・ヴロツワフ  (2012-2013年)
- チェミック・ポリツェ  (2013-2015年)
- River Volley Piacenza（2015-2016年）
- エジザージュバシュ（2016-2018年）
- ディナモ・モスクワ（2018-2019年）
- ワクフバンクSK（2019-2021年）
- エジザージュバシュ（2021-2023年）
- サヴィーノ・デルベーネ・スカンディッチ（2023年-）